# Erythroxylum cuneatum
Erythroxylum cuneatum är en tvåhjärtbladig växtart som först beskrevs av Friedrich Anton Wilhelm Miquel, och fick sitt nu gällande namn av Wilhelm Sulpiz Kurz. Erythroxylum cuneatum ingår i släktet Erythroxylum och familjen Erythroxylaceae. Inga underarter finns listade i Catalogue of Life.